# Brauerei Schwarzach
Die Brauerei Schwarzach ist eine österreichische Privatbrauerei in Schwarzach im Pongau. Sie wurde 1847 von Fürsterzbischof Kardinal Schwarzenberg gegründet und befand sich seit elf Generationen im Besitz der Brauerfamilie Seeber. 2021 wurde der Braubetrieb mit neuen Eigentümern wieder aufgenommen.
Sie gehört zu den kleinen Bierbrauereien Österreichs, wies mit ihrer Marke Tauerngold aber vor allem in West- und Südwestösterreich einen hohen Bekanntheitsgrad auf.

## Geschichte
Die von Fürsterzbischof Kardinal Schwarzenberg auf dem hoch gelegenen Schloss Schernberg in Goldegg (Salzburg) gegründete Brauerei wurde erstmals im Jahre 1847 urkundlich erwähnt. Damit das Bier schneller vertrieben werden konnte, wurde sie 1859 auf den zentral gelegenen Urfahrgrund in der Gemeinde Schwarzach im Pongau verlegt. Zur selben Zeit gelangte die aus Südtirol stammende Brauerfamilie Seeber in den Besitz der bischöflichen Bierbrauerei und führte sie bis 2008 in elf Generationen. 1972 ließ die Familie Seeber ein neues Sudhaus erbauen und reagierte damit auf den wachsenden Bierkonsum. Einhergehend mit der dadurch ermöglichten Produktionssteigerung weitete der kleine Betrieb den Verkauf seiner Marke „Tauerngold“ über die Regionalgrenzen hinaus auf das Gebiet Westösterreichs aus. Mit Ende Jänner 2008 stellte die Brauerei Schwarzach ihre Produktion ein.

## Produkte und Vertrieb
Der Jahresausstoß der Privatbrauerei betrug 2001 bei einem Fassbieranteil von 72 % etwa 26.000 Hektoliter. Die Produkte der Brauerei Schwarzach wurden unter den Markennamen TauernGold und cools vertrieben. Daneben produzierte die Brauerei unter der Marke Claro noch sechs Limonadesorten. Jetzt konzentriert sich die Brauerei auf die Biersorten Helles, Kellerbier und G'mischte. An die Brauerei angeschlossen war eine Gastwirtschaft mit einem von wildem Wein überwachsenen Gastgarten, in der das nebenan gebraute Bier mit weiteren Produkten der Region konsumiert werden konnte. Von 2008 bis 2021 ruhte der Braubetrieb.

## Auszeichnungen
Die Tauerngold-Biere wurden von der Monde Selection, einer weltweit anerkannten Prüfinstitution, mit 18 Goldmedaillen ausgezeichnet, zuletzt im Jahr 2005.